# Leonid Radvinsky
Leonid Radvinsky född 30 maj 1982 i Odessa i Ukrainska SSR, är en ukrainsk-amerikansk miljardär, affärsman och datorprogrammerare med bas i Storbritannien. Han är grundaren av den webbkameramodell-baserade tjänsten Myfreecams (genom sitt holdingbolag MFCXY, Inc.), och majoritetsägare av innehållsabonnemangstjänsten Onlyfans.